# Adalberto Giazotto
Adalberto Giazotto (Génova, 1 de febrero de 1940 – Pisa, 16 de noviembre de 2017) fue un físico italiano.
Hijo del musicólogo Remo Giazotto, Adalberto Giazotto se licenció en física en la Universidad de Roma La Sapienza. Ayudño a diseñar el interferómetro Virgo, que fue el primer aparato en detectar las ondas gravitacionales en 2017. Ganó el Premio Caterina Tomassoni y Felice Pietro Chisesi, la Medalla Matteucci y el Premio Enrico Fermi compartido con Barry Barish en 2016.